# Joseph von Bolza
Humbert Anton Joseph Maria Ignatius Graf von Bolza (* 1. August 1719 in Wien; † 15. August 1782 in Dresden) war ein kursächsischer Finanzmann und Hofbankier sowie böhmischer Textilunternehmer.

## Herkunft

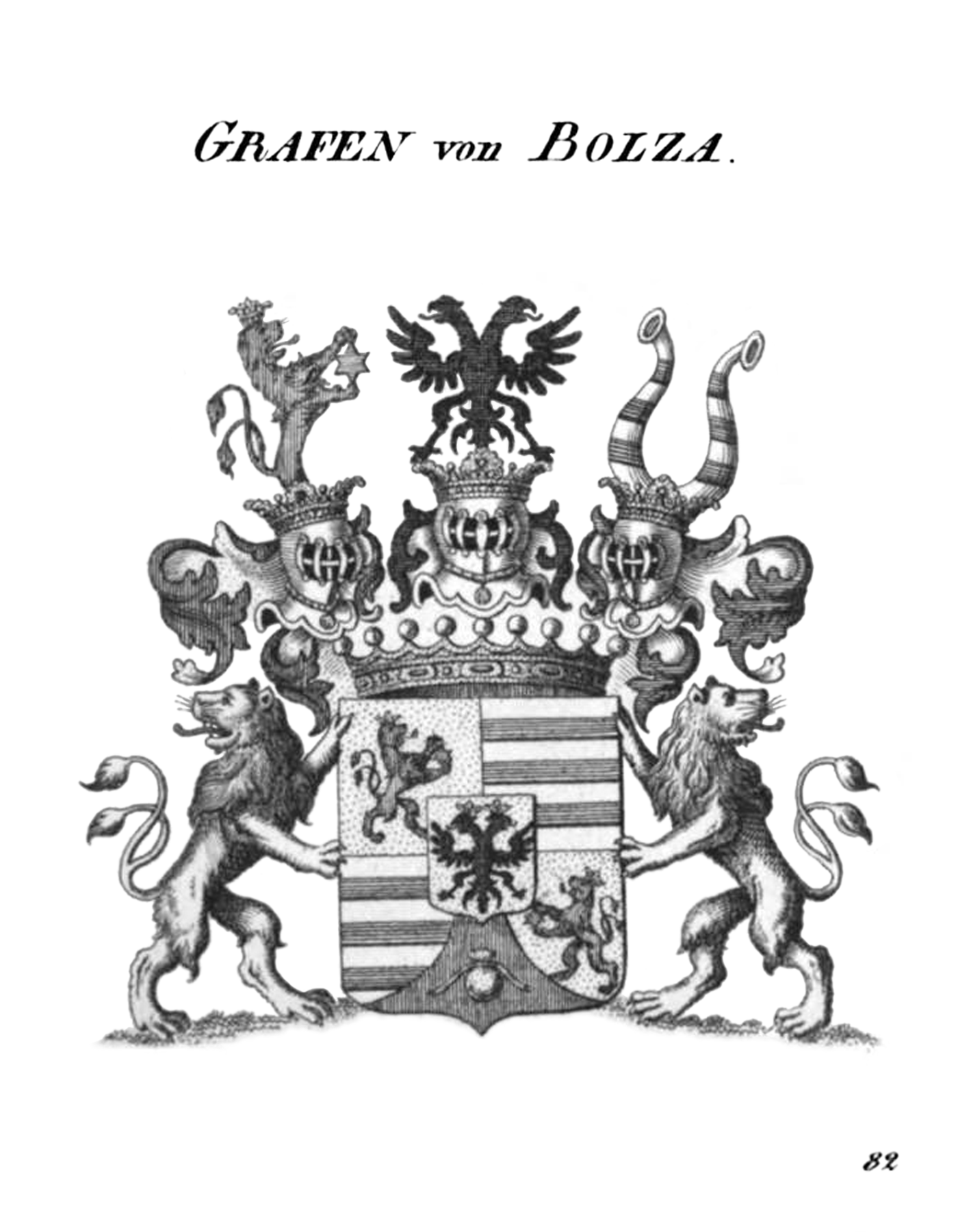
Wappen der Grafen von Bolza

Die Bolza in Böhmen entstammen einem alten Mailänder Geschlecht, das mit Giovanni Bolza († vor 1282) urkundlich zuerst auftritt.
Joseph Graf von Bolza war ein Sohn des Wiener Bankherrn, sächsisch-polnischen Diplomaten und Geheimen Kriegsrates Giovanni Battista (Johann Baptist) Bolza, der 1739 als kaiserlich-königlicher Geheimer Rat und Gesandter in Neapel den sizilianischen Grafenstand („Conte“) erhielt. Seine Mutter Maria Marg. Giovanna Forni war eine Tochter des Don Giuseppe Forni und der Anna Cat. Guaita.
Seine Schwester Maria Katharina Barbara heiratete Martin von Guaita, der 1754 in Wien den Reichsadelsstand erhielt. Ihr Enkel war Cornelius von Guaita.

## Finanzmann und Bergbauunternehmer in Kursachsen
Seit 1738 leitete Joseph Graf Bolza das Bankhaus seines Vaters in Wien und folgte ihm 1741 nach Dresden. Am kurfürstlichen Hof war er an verschiedenen Finanzgeschäften und an der Realisierung der durch den Premierminister Heinrich von Brühl durchgesetzten, später gescheiterten, Finanzpolitik beteiligt. 1752 versuchte er erfolglos das sächsische Tabakmonopol zu übernehmen. 1754 pachtete er zunächst teilweise, 1755 zusammen mit Heinrich Carl Schimmelmann und unter Beteiligung des österreichischen Kaisers Franz I. Stephan auf sieben Jahre die vollständigen Akziseeinkünfte. 1754 erhielt er den Titel eines Wirklichen Geheimen Kriegsrats, im folgenden Jahr den eines Geheimen Rats.
Zu hohen Zinsen versorgte er während des Siebenjährigen Krieges den Hof des Kurprinzen und den königlichen Hof in Warschau mit Geldanleihen. Der preußischen Besatzung 1759 in Sachsen gegenüber verschleierte er die genaue Höhe der Einkünfte aus der Akzise, so dass dem sächsischen Staat eine nicht unbedeutende Summe verblieb. Trotz verschiedener undurchsichtiger Geschäfte mit den Preußen konnte er seinen Einfluss am sächsischen und am österreichischen Hof behaupten.
Am 20. Januar 1759 wurde ihm der Titel eines königlich polnischen und kurfürstlich sächsischen Wirklichen Geheimen Rats verliehen. Im Auftrag der österreichischen Regierung knüpfte er 1760 eine enge Verbindung zwischen der kaiserlichen Militärführung und den sächsischen Ministern. Am 3. August 1761 wurde er in Wien in den Reichsgrafenstand erhoben. Am 13. Februar 1762 erhielt er in Wien das böhmische Inkolat.
Mit der nach seinem Plan 1773 eingerichteten Generalhauptkasse wurde das Finanzwesen im Rétablissement (Kursachsen) vereinfacht und modernisiert.
1777 erwarb er den Stabhammer in Berggießhübel sowie die „Mißgönnt Glück“ Fundgrube, wo er bis 1784 Kupfererze abbauen ließ, die in seiner Kupferschmelze verhüttet wurden. Durch den intensiven Abbau verbrach die Grube, deren Überreste als „Bolza-Pinge“ zu den Kulturdenkmalen in Berggießhübel zählen. Offenbar besaß er noch weitere Gruben und Anlagen, denn Carl Hermann Müller, Oberbergrat in Freiberg, berichtet über das Hammerwerk Kammerhof: „Dieses Werk, welches seinen Eisensteinbedarf theils vom Friedrich Stolln, theils von einigen selbst betriebenen kleinen Gruben bezog, hatte sich in dem Kampfe mit mancherlei ungünstigen Verhältnissen am längsten aufrecht erhalten. Dasselbe ging durch mehrere Hände, bis es, nebst dem wüsten Zwiesler und neuen Zainhammer, ingleichen der Mutter Gottes'er Kupferschmelzhütte und den übrigen dasigen Tagegebäuden, sowie den Eisensteinzechen Rosenwirth und Johannes Fundgrube am Hohenstein und 56 Kuxen von Friedrich Erbstolln, im Jahre 1792 von dem Landesherrn aus dem Gräflich Bolza'ischen Erbe gekauft wurde.“

## Unternehmer in Böhmen
Joseph von Bolza heiratete 1759 die aus böhmischem Adel stammende Hofdame Johanna von Martinitz, die 1760 die Grundherrschaft Kosmanos kaufte. Er erhielt am 13. Februar 1762 das böhmische Inkolat und erwarb im selben Jahr die Grundherrschaft Neuschloß – Arnau.
Der St. Albertikalender vom Jahr 1768 führt Joseph Graf Bolza, ehemals seiner königlichen Majestät in Polen und kurfürstlichen Durchlaucht in Sachsen, wirklicher Geheimer Rat und Kämmerer als Besitzer der Grundherrschaften Kosmanos im Bunzlauer und Arnau im Bidzower Kreis an.
In Josefsthal bei Kosmanos ließ er eine der ersten Textilmanufakturen in Böhmen errichten, die 1763 eröffnet wurde und Kattun verarbeitete. In verschiedenen Häusern in Kosmanos und Umgebung arbeiteten 400 Weber für ihn. In Josefstal entstand eine Färberei und Kattundruckerei. 1764 musste er eigene Spinner und Spinnerinnen anwerben, da sein bisheriger Zulieferer Graf Waldstein sein Garn inzwischen selbst weiterverarbeitete. Es mangelte seiner Weberei an Garn, so dass er nicht genug Gewebe produzieren konnte, um die Färberei und Druckerei wirtschaftlich zu betreiben. Auch die Einfuhr ausländischer Kattune zu einem ermäßigten Zollsatz brachte keine dauernde wirtschaftliche Erholung. Zunehmende Konkurrenz durch weitere in Böhmen entstandene Textilmanufakturen ließ ihn 1770 seine Fabrik schließen, in die er bis dahin mehr als 500.000 Gulden investiert hatte.
1772 wurden die Gebrüder Schüle aus Augsburg, drei Neffen des Kattunfabrikanten Johann Heinrich Schüle, Gesellschafter Bolzas. Johann Matthias Schüle führte die Geschäfte der wiedereröffneten Fabrik, Bolza wurde stiller Teilhaber. Schüle reorganisierte die Kattundruckerei nach Augsburger Vorbild und stellte zum Drucken und Malen  weibliche Arbeitskräfte und Kinder ein, die billiger waren als männliche. Nachdem Schüle wegen des unerlaubten Bezuges ausländischer Chemikalien ein strafrechtliche Untersuchung über sich ergehen lassen musste, zogen sich die Gebrüder Schüle aus dem Unternehmen zurück. Bolza führte die Fabrik allein weiter, die in den folgenden Jahren, auch begünstigt durch die 1775 eingeführte neue Zollordnung, gut lief. 1778 brachte der Ausbruch des Bayerischen Erbfolgekrieges das Werk zum Stillstand. Ausländische Arbeiter mussten Böhmen verlassen, die Fabrikgebäude und Schloss Kosmanos wurden als Spital genutzt. Bolzas Gesuch an die Kaiserin Maria Theresia, um durch Zollermäßigung für ausländische Kattune oder ein Darlehen zum Einkauf von Druckleinwanden den Betrieb wieder aufzunehmen, blieb erfolglos; er starb als königlich sächsischer Geheimrat 1782 in Dresden.
1793 wurde das Unternehmen von dem Textilindustriellen Johann Josef Leitenberger  übernommen, welcher das Unternehmen mit seinem Bruder Franz Leitenberger (1761–1825) und dessen Schwiegersohn, dem Chemiker Ignaz von Orlando (1785–1846) zu einer Unternehmensgruppe mit Weltruf ausbaute.

## Familie
Joseph Graf von Bolza war seit 1759 mit Johanna Nepomucena Philippine von Martinitz (* 1732; † 1804) verheiratet. Das Paar hatte mehrere Kinder:
- Joseph (* 10. Dezember 1764 Dresden; † 1834 Karlsbad)

⚭ Maria Antonia von Hohenfeld (1770–1804), Tochter von Otto Philipp von Hohenfeld
⚭ Anna Grasmuck (1787–1854)
- Maria Anna (geb. 1768) ⚭ 1785 Heinrich Joseph von Gablenz (1752–1822), Obersthofmeister in Dresden[14]
- Philippina (* 2. November 1765; † 20. April 1846) ⚭ 1784 (Scheidung 1807) Graf Georg von Stolberg (* 14. Juli 1750; † 20. Februar 1830) (sie besaß das Gut Räckelwitz)
- Maria Nepomucena erwarb 1783 das Gut Radibor und heiratete 1787 den Grafen Louis Nicolas Hurault de Gondrecourt (1757–1827)[15]

Joseph von Bolzas Witwe heiratete 1786 den Grafen Friedrich Gotthard von Mirbach (1746–1827).